# Massaranduba (Paraíba)
Pour les articles homonymes, voir Massaranduba.
Massaranduba est une ville brésilienne de l'est de l'État de la Paraíba.
Sa population était estimée à 12 494 habitants en 2007. La municipalité s'étend sur 206 km2.